# شهرستان چوسی، چیبا

شهرستان چوسی (انگلیسی: Chōsei District) یکی از  شهرستان‌های ژاپن است که در استان چیبا در ژاپن واقع شده‌است.